# Google (sökmotor)
Google (även kallad Google sök, engelska: Google search) är en sökmotor som ägs av Google Inc. Webbplatsen är den mest besökta på hela Internet. Vid speciella tillfällen, som vid till exempel vissa kända personers födelsedagar, större jubileum eller helgdagar, ändras Google-logotypen på webbplatsen för att återspegla dessa händelser.

## Sökmotorn

### Lokala versioner
Google har 173 webbplatser med olika toppdomäner registrerade till deras lokalt anpassade webbplatser.
Några toppdomäner har blivit cybersquattade:
- Google.ua (Ukraina), den korrekta URL:en är google.com.ua
- Google.cm (Kamerun), har ingen egen version

### PageRank
PageRank är en algoritm för att mäta relativt informationsvärde på webbsidor. Algoritmen har nått stor berömmelse då den utgör grundmetoden för hur världens mest framgångsrika söktjänst Google väger olika webbplatsers informationsvärde mot varandra.

### Googlebot
Googlebot är en sökrobot som används av sökmotorn Google. Den hämtar dokument från Internet, främst World Wide Web, för att bygga upp en databas för Googles sökmotor.

### Google Suggest
Google Suggest är en funktion som ger sökförslag utifrån vilka bokstäver du hittills knappat in samt visar hur många resultat du kommer att få av sökningen.

## Historik

### 2009–2010
Under 2009 släppte Google en betaversion av sökmotorn under namnet Google Caffeine. Denna version skulle i framtiden ersätta den ”vanliga” Google-sökmotorn. Förändringarna var inte märkbara till det yttre då det som förbättrats var antalet indexerade sidor samt att Google gav snabbare och relevantare sökresultat. Den 8 juni 2010 meddelade Google att Google Caffeine nu fullständigt ersatt det gamla systemet. Sedan 21 maj 2010 har söksidan varit åtkomlig över en säker anslutning (https://www.google.com/), och den 25 juni flyttades den säkra sökningen till https://web.archive.org/web/20131215071531/https://web.archive.org/web/20131215071531/https://web.archive.org/web/20131215071531/https://web.archive.org/web/20131215071531/https://web.archive.org/web/20131215071531/https://web.archive.org/web/20131215071531/https://web.archive.org/web/20131215071531/https://web.archive.org/web/20131215071531/https://web.archive.org/web/20131215071531/https://web.archive.org/web/20131215071531/https://web.archive.org/web/20131215071531/https://web.archive.org/web/20131215071531/https://web.archive.org/web/20131215071531/https://web.archive.org/web/20131215071531/https://web.archive.org/web/20131215071531/https://web.archive.org/web/20131215071531/https://web.archive.org/web/20131215071531/https://encrypted.google.com/, som endast var och är åtkomlig över en säker anslutning. 

### Antal indexerade sidor
Sedan starten 15 september 1997 har miljontals sidor indexerats. Numera har dock Google slutat med att skriva ut hur många sidor som finns indexerade.
| November 1998: | ≈ 25 000 000  |
| November 2000: | 1 247 340 000 |
| November 2001: | 1 610 476 000 |
| November 2002: | 3 083 324 652 |
| November 2003: | 3 307 998 701 |
| November 2004: | 4 285 199 774 |

### Fotnoter
1. 1 2  ”google.com - Traffic Details from Alexa” (på engelska). Arkiverad från originalet den 26 december 2015. https://web.archive.org/web/20151226074120/http://www.alexa.com/siteinfo/google.com. Läst 19 oktober 2017.
2. ↑  ”Språkverktyg”. http://www.google.com/language_tools?hl=sv. Läst 29 oktober 2009.
3. ↑  Michael Jenselius (11 augusti 2009). ”Här är nästa version av Google”. PC för Alla. http://pcforalla.idg.se/2.1054/1.240651/har-ar-nasta-version-av-google. Läst 21 augusti 2009.
4. ↑  ”Our new search index: Caffeine”. Google. 8 juni 2010. https://googleblog.blogspot.com/2010/06/our-new-search-index-caffeine.html. Läst 14 augusti 2010.
5. ↑  ”Official Google Blog” (på amerikansk engelska). https://googleblog.blogspot.se/2010/05/search-more-securely-with-encrypted.html. Läst 26 november 2016.
6. ↑  ”Internet Archive Wayback Machine” (på engelska). Internet Archive. 8 juni 2010. http://web.archive.org/web/%2a/google.com. Läst 3 augusti 2010.